# Енотека Коктебеля
Енотека Коктебеля — колекція вин Заводу марочних вин і коньяків «Коктебель» в місті Коктебель.
Будівництво енотеки «Коктебель» почалось у 2001 році і тривало 4 роки. Площі енотеки дозволяють розмістити 600 тис. пляшок. Станом на 2010 рік в енотеці зберігається 300 тис. пляшок колекційних вин. Фонд енотеки поділяється на два: власне колекційний і комерційно-рекламний. У 2006 році відповідно до Рішення Міністерства аграрної політики України коктебельську енотеку визнано національним надбанням України.